# Shöl

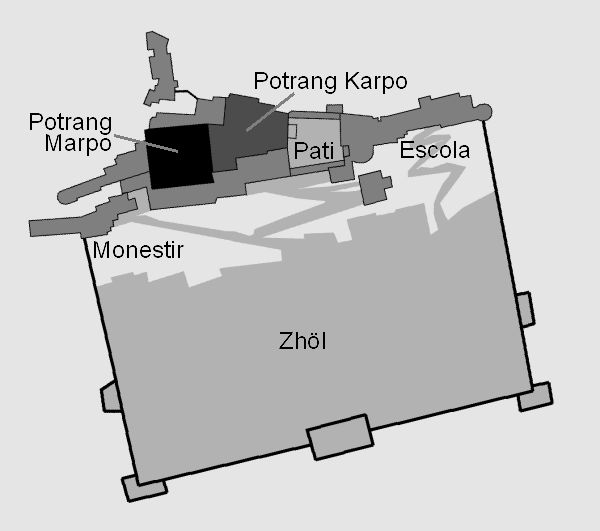
Plan du Potala et du village de Shöl en contrebas (légendage en catalan : pati = cour, monestir = monastère, escola = école).

Shöl, parfois orthographié Shoel, Shhol (tibétain : ཞོལ, Wylie : zhol), est un village ou bourg fortifié situé au pied du palais du Potala, à Lhassa, au Tibet. Jusqu'à fin de l'État lamaïste, il abritait, derrière ses remparts, des résidences de notables et de religieux, la prison d'État, des bâtiments administratifs, des services annexes au palais (écuries, étables), la cour de justice, le trésor public, deux imprimeries, une taverne, un dépôt de grains. Au Shöl intérieur, était venu s'ajouter un faubourg, Shöl extérieur, qui a été démoli en 1995.
Le village a été ouvert au public le 31 mai 2007, avec 12 bâtiments visitables et un office du tourisme.

## Étymologie
Le terme shöl, qui signifie « en dessous » en tibétain, désigne en particulier un village ou bourg situé en contrebas d'un château perché sur le flanc d'une montagne.

## Shöl intra-muros

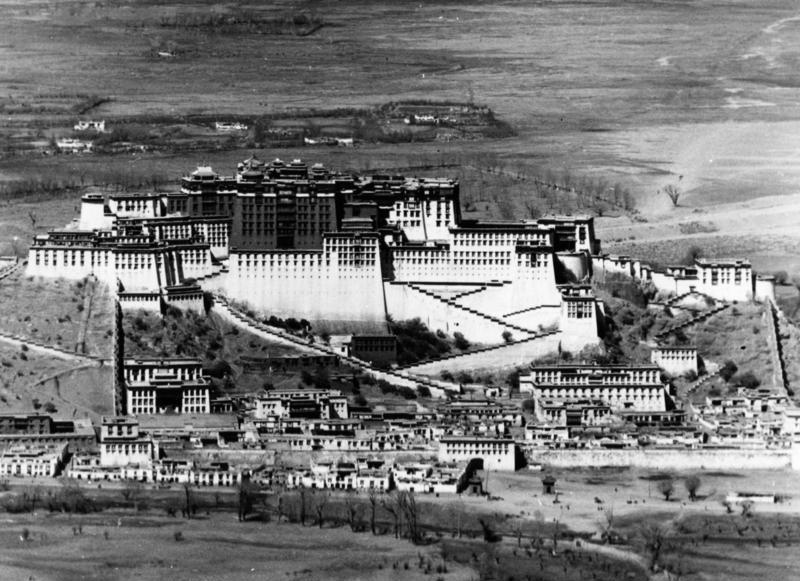
Le palais du Potala et le village de Shöl en contrebas en 1939

### Situation
Le village ou bourg de Shöl (Xuencheng) est situé en contrebas de la face sud du palais du Potala. De plan rectangulaire, il est ceint d'une muraille sur trois côtés, le 4e étant occupé par la base de la colline où se dresse le palais. Au milieu de chaque côté, se dresse un bâtiment d'entrée : l'entrée principale (Shhol Shhungo), l'entrée orientale (Shhol Shargo) et l'entrée occidentale (Shhol Nubgo).

### Ensemble historique « Palais du Potala et Shöl »
Selon l'architecte André Alexander, à l'été 1995, plus de 140 familles résidant à Shöl furent expropriées et relogées au nord de Lhassa. Plus de 40 bâtiments anciens, faisant partie de l'ensemble historique « Palais du Potala et Shoel », dont beaucoup du XVIIe siècle, furent démolis tant intra-muros qu'extra-muros, étant jugés à l'époque comme d'importance trop faible pour faire partie de l'ensemble monumental.
La zone de Shöl, qui était occupée par des institutions et des particuliers, fut prise en main par le Bureau de gestion du palais du Potala en 2002 dans le cadre d'un « Projet spécial de conservation et d'amélioration » qui s'occupa de fournir aux habitants un logement de remplacement. On élabora des plans pour convertir Shöl en « ensemble d'expositions des arts et traditions populaires » et pour y héberger des activités compatibles avec le fonctionnement du palais du Potala.

### Bâtiments
L'actuel village de Shöl couvre une superficie de 50 000 m2 à l'intérieur du complexe du palais du Potala. Il compte 22 bâtiments anciens couvrant une aire de 33 470 m2 : des résidences de notables et de religieux, la prison d'État, des bâtiments administratifs, des services annexes au palais (écuries, étables), la cour de justice, le trésor public, l'imprimerie occidentale des sutra, l'imprimerie de l'Est, la taverne, le dépôt de grains. 
Le village a été ouvert au public le 31 mai 2007, avec 12 bâtiments visitables et un office du tourisme. Des expositions vantent les « réalisations de la région autonome du Tibet » en les opposant à l'« archaïsme de l'ancien Tibet ».

#### La résidence Spe Zhi
Le bâtiment abrite aujourd'hui une exposition sur la situation passée et actuelle de la région autonome du Tibet et sur ses projets de développement économique.

#### La résidence Dobo Khyenrab Wangchuk
L'exposition est consacrée à l'architecture tibétaine et son évolution ainsi qu'au développement de l'agriculture et de l'élevage. Il pourrait peut-être s'agir de l'ancienne résidence de Lobsang Khyenrab Wangchuk, régent du Tibet à l'époque du 12e dalaï-lama.

#### La résidence de Mkham Zur
Le moine Ngawang Tendzin habitait ce bâtiment.
À l'étage, est retracée la vie des trois classes dirigeantes d'avant 1959 tandis qu'au rez-de-chaussée est retracée celle des Tibétains.

#### La résidence de Lungshar

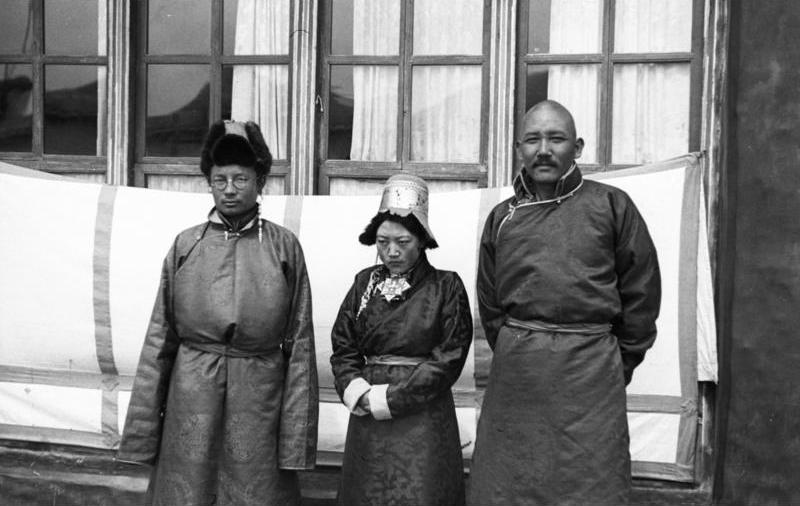
Lhalu Tsewang Dorjé, Lhalu Lhacham et Möndro en 1939 devant le résidence de la famille Lhalu qui sera présentée en 2008 comme la « résidence de Lungshar ».

La résidence de Lungshar est le siège d'une exposition permanente permettant de découvrir « le train de vie de la riche maisonnée » de Lungshar, un homme politique mort en 1938.
Cette demeure, qui était la propriété de la famille Lhalu, fut réquisitionnée en 1904 lors de Expédition militaire britannique au Tibet. Elle est décrite comme ayant trois étages, des vitres aux fenêtres.

#### Les cinq cours
Dans ces bâtiments autrefois habités par des nobles et des personnages officiels, on a installé des ateliers de démonstration de travaux de tissage, de réalisation de thangka, d'orfèvrerie et de moulage de statues en argile.

#### Le bureau du trésor
On peut y voir la reproduction d'une machine à fabriquer les pièces et les billets tibétains et l'évolution de la monnaie jusqu'en 1959. Les textes expliquent que l'émission de 90 millions de billets sans contrepartie entre 1912 et 1959 a entraîné des dévaluations et de graves difficultés économiques.

#### Les imprimeries
Dans ses mémoires publiés en 1954, Heinrich Harrer signale que le bâtiment le plus important du quartier de Shöl est l'imprimerie d'État.
Il y a deux imprimeries : l'imprimerie de l'Est et l'imprimerie de l'Ouest.

#### La taverne
L'auberge censée avoir été fréquentée par le 6e dalaï-lama, Tsangyang Gyatso, a été restaurée. Aujourd'hui, à travers un parcours qui se déroule sur deux étages, on peut assister à la préparation, la distillation, le transport et la consommation du chang, la bière d'orge.

#### La prison
Selon Heinrich Harrer, la prison d'État hébergeait des délinquants condamnés à porter des chaînes toute leur vie. Elle est celle où fut enfermé, à la fin des années 1940, le moine, poète et peintre Gendün Chöphel pour une durée d'un an. C'est également à Shöl que fut emprisonné, en 1947, le 5e Reting Rinpoché, qui avait été régent de 1936 à 1941. Accusé de conspiration et de tentative d'assassinat contre le régent Taktra Rinpoché, il y est mort au bout d'une semaine. La prison de Shöl, selon le 14e dalaï-lama, ne comportait que 20 ou 40 détenus dans les années 1940.
Aujourd'hui, le bâtiment est divisé en deux parties, ayant chacune son entrée propre : tout d'abord une cour entourée de pièces servant d'entrepôts, ensuite une cour desservant quelques cellules où l'on présente les supplices autrefois utilisés.

#### Le Las Khong
Dans cet ancien bâtiment administratif, une exposition retrace les différentes étapes des travaux de restauration et d'entretien entrepris dans le palais du Potala. Des bureaux et un dépôt de grains y ont été reconstitués.

#### Les écuries et les étables
Cet ensemble de bâtiments délimite quatre cours intérieures et semble tracer un svastika au sol. Les montures nécessaires aux déplacements du dalaï-lama et de sa suite occupaient quelques-uns des bâtiments. Les étables abritaient des vaches produisant le lait destiné au Palais. Deux des quatre cours sont ouvertes au public : dans celle de l'Ouest, on peut assister à un spectacle de chants et de danses ; dans celle de l'Est on peut se rafraîchir ou se restaurer.

#### École de beaux-arts
Amdo Jampa, un peintre tibétain connu pour son style photo-réaliste, a ouvert à Shöl une école de beaux-arts.

## Shöl extra-muros
Kate Saunders, directeur de communication de l'association Campagne internationale pour le Tibet, précise que le groupe de bâtiments connu sous le nom de Shöl extra-muros et situé à l'extérieur des murailles du village de Shöl a été détruit en 1994-1995.

### Piliers de  Shöl

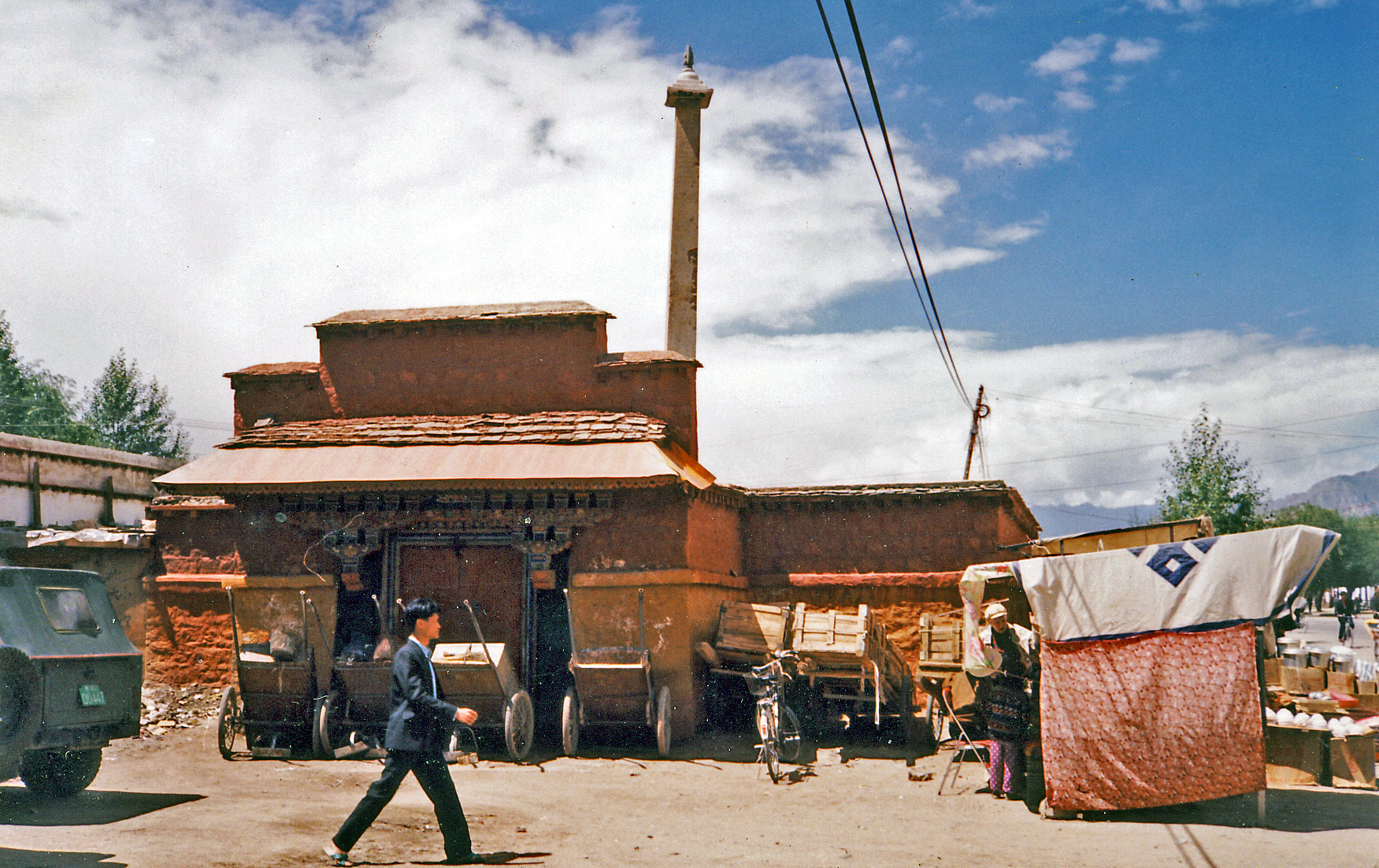
Le pilier extérieur de Shöl en 1993.

Le pilier de pierre (rdo-ring) de Shöl dit doring chima (« pilier de pierre extérieur ») se trouve devant la muraille sud de Shöl. Un deuxième pilier se trouve à l'intérieur du bourg, le doring nangma (« pilier de pierre intérieur »).
Érigé aux environs de 764 ou « peu après », le pilier extérieur arbore les inscriptions les plus anciennes en tibétain à ce jour. Elles rendent compte des campagnes tibétaines contre la Chine, dont le point culminant fut la brève capture de la capitale chinoise de Chang'an, aujourd'hui Xi'an, en 763, durant laquelle les Tibétains installèrent temporairement un empereur, parent de la Princesse Jincheng Gongzhu (Kim-sheng Kong Co), épouse chinoise du père de Trisong Detsen, Tridé Tsuktsen,.
Le pilier intérieur ne comporte aucune inscription.

## Galerie

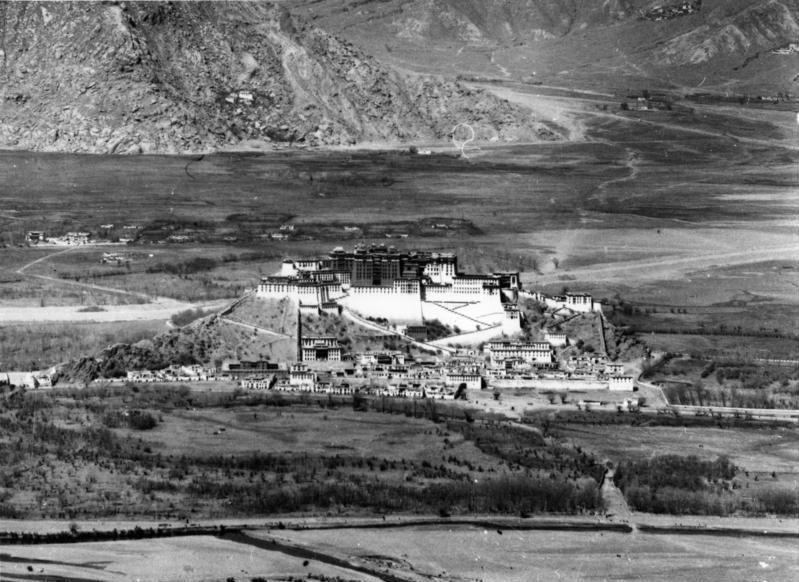
En contrebas du palais du Potala, Shöl intra-muros et extra-muros et le parc de Shugtri Lingka (1938)
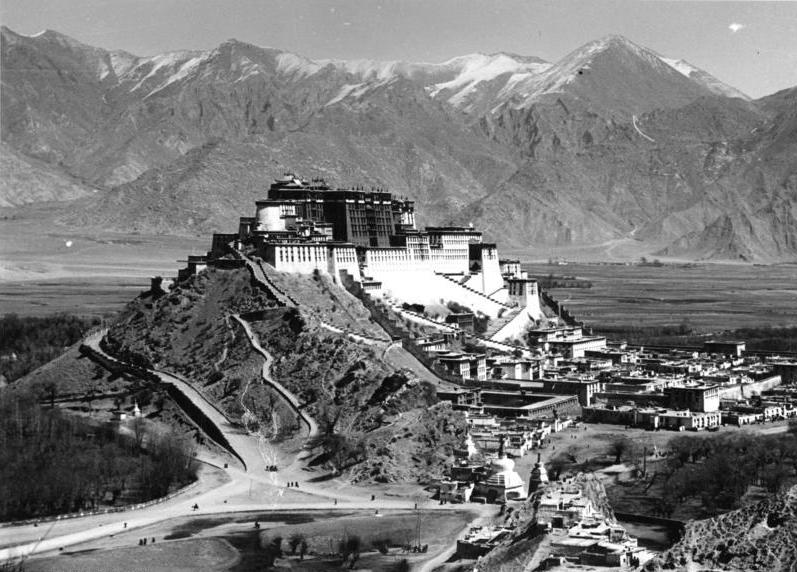
Le village de Shöl s'étendant devant le Potala (1938)
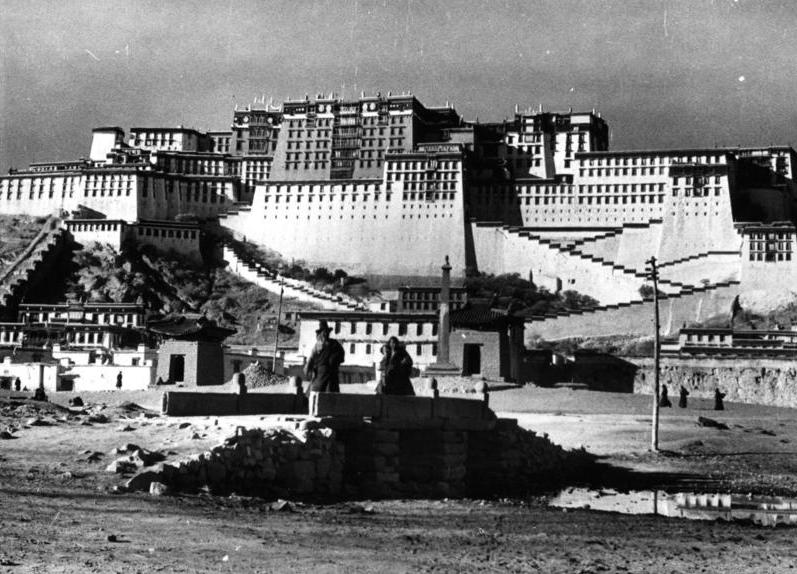
Espace découvert devant l'entrée sud de Shöl et le Potala, avec le pilier extérieur (1938)